# 拉特里尼達德 (卡皮拉區)
拉特里尼達德（西班牙語：La Trinidad），是巴拿馬的城鎮，位於該國中東部，由西巴拿馬省的卡皮拉區負責管轄，面積107平方公里，2010年人口2,572，人口密度每平方公里24人。